# Sedum cyprium
Sedum cyprium ist eine Pflanzenart aus der Gattung der Fetthennen (Sedum) innerhalb der Familie der Dickblattgewächse (Crassulaceae). Die Art zeichnet sich durch ihre kleinen braun-rötlichen Blüten und ihre Fähigkeit aus, in rauen, felsigen Umgebungen zu wachsen. Sie gilt als relativ selten und kommt ausschließlich innerhalb eines begrenzten Höhenbereichs im Troodos-Gebirge auf Zypern vor, wo sie sich an flachgründige, gut durchlässige Substrate aus verwittertem Gabbro und Schiefer angepasst hat. In der Sommerhitze entwickelt die Pflanze oft eine charakteristische bronzerote Färbung als Trockenheitsanpassung.

## Merkmale
Sedum cyprium ist eine hapaxanthe, kleine, aufrechte Pflanze, die ihren Lebenszyklus meist in ein oder zwei Jahren abschließt. Aus einem kurzen, verdickten Wurzelstock mit etwa 1 cm Durchmesser wächst die Pflanze 7–33 cm hoch. An der Basis bildet sie eine dichte Rosette von bis zu 9 cm Durchmesser mit dicken, spatelförmigen Blättern, die 2,4–5 cm lang und 0,5–1,2 cm breit sind; diese Blätter sind glatt, fleischig, an der Spitze abgerundet und verjüngen sich allmählich zum Blattstiel. Weiter oben am Stängel werden die Blätter zunehmend kleiner (4–7 mm lang), elliptisch bis schmal verkehrt-eiförmig und tragen oft winzige, klebrige Drüsenhaare am Rand, was ihnen eine leicht klebrige Oberfläche verleiht; die meisten dieser oberen Blätter fallen während der Entwicklung des Blütenstands ab.
Der Blütenstand ist eine schlanke, leicht klebrige Rispe aus sich überlappenden Zymen (kleine, mehrfach verzweigte Blütenbüschel). Diese Blütenstände sind 5–22 cm lang und an der Basis maximal 4,5 cm breit, wodurch sich eine schmale zylindrische bis pyramidenförmige Silhouette ergibt. Jede winzige Blüte besitzt einen fünfteiligen Kelch mit lanzettlichen Zähnchen von etwa 1 mm Länge und ebenso kleine, stumpf braun-rote Blütenblätter von 2,5–3 mm Länge. Zehn Staubblätter mit kurzen, teils flaumigen Staubfäden umgeben den Fruchtknoten. Nach der Bestäubung entstehen aufrechte, rötlich-braune Balgfrüchte von etwa 3 mm Länge; die bleibenden Griffel sind mindestens doppelt so lang. Die Samen selbst sind winzig (etwa 0,5 mm), länglich-eiförmig und mit feinen roten Streifen gezeichnet. Feldbeobachtungen zeigen, dass die Art von Ende Juni bis Juli blüht, wobei Pflanzen auf sonnenexponierten Felsen vor der Fruchtreife oft eine auffällige bronzerote Färbung annehmen.

## Lebensraum und Verbreitung
Sedum cyprium ist ein zyprischer Endemit, der auf das zentrale Troodos-Gebirge beschränkt ist. Alle bestätigten Nachweise stammen aus einigen wenigen Lokalitäten wie der Schlucht Kryos Potamos, Fini, Kokkinovouno, Pedoulas und den südlichen Hängen des Olympos. Die meisten Funde liegen in Höhen zwischen etwa 850 und 1500 m; vereinzelt wurden Pflanzen auch etwas höher – bis etwa 1650 m – an nordexponierten Felsen beobachtet. Aus dem Kalksteingebirge von Kyrenia oder den küstennahen magmatischen Hügeln liegen keine Nachweise vor.
Innerhalb dieses Höhenfensters besiedelt die Art extrem flachgründige, durchlässige Substrate. Ihre Wurzeln dringen in schmale Spalten von verwittertem Gabbro und Schiefer ein, siedeln sich auf sonnenexponierten Terrassen aus kantigem Blockschutt an oder klammern sich an steile, nach Norden oder Osten gerichtete Felswände, wo saisonaler Oberflächenabfluss die Spalten gerade feucht genug für die Keimung hält. Spärliche Kiefern- und Wacholderbestände können lichten Schatten bieten, doch die meisten Vorkommen liegen auf weitgehend offenem Fels, wo die Pflanzen intensive Sommerhitze durch eine bronzerote Färbung und Verkleinerung der Blattrosette ertragen. Vereinzelt findet man Individuen auch an steinigen Ufern trockener Bachbetten oder auf aufgegebenen Terrassenfeldern, sofern der Boden dünn, sauer und gut entwässert ist.

## Systematik
Sedum cyprium gehört zur Familie der Dickblattgewächse (Crassulaceae). Die Art wurde 1939 von den britischen Botanikern Arthur K. Jackson und William Bertram Turrill wissenschaftlich beschrieben. Die Beschreibung basierte auf Sammlungen von der Südflanke des Troodos-Gebirges. In ihrer Lateinischen Diagnose ordneten sie das neue Taxon der Sektion Sedum sect. Cyprosedum zu und hoben die kleinen, braun-roten Blüten sowie die glatten und unbehaarten Grundblätter hervor. Als Typusexemplar wählten sie eine Sammlung von H.G. Kennedy vom 16. Juni 1937, hoch über der Kryos-Potamos-Schlucht. Der Artname (cyprium) ehrt Zypern, wo die Pflanze erstmals gesammelt wurde.